# Analfabetyzm cyfrowy

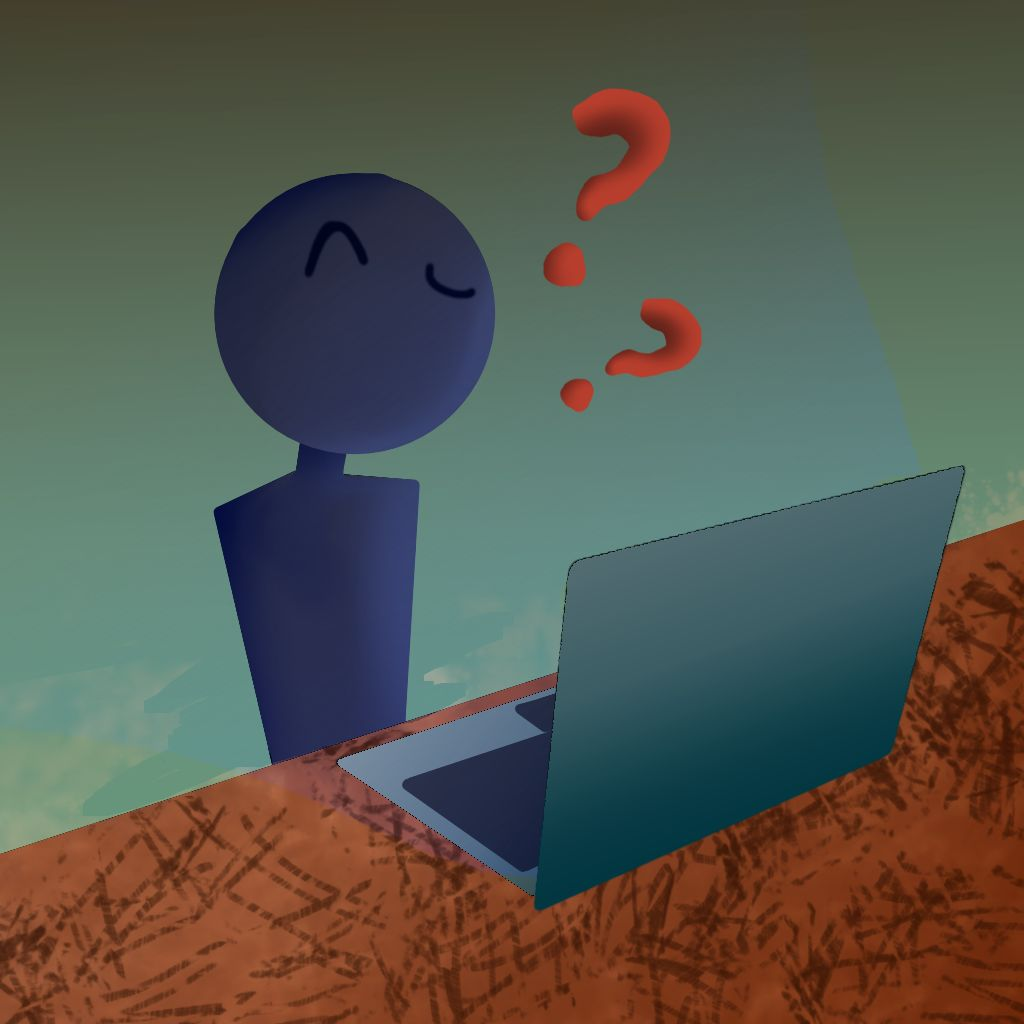
Grafika ilustrująca analfabetyzm cyfrowy

Analfabetyzm cyfrowy – brak umiejętności obsługi urządzeń komputerowych, internetu i innych technologii cyfrowych. Osoba dotknięta analfabetyzmem cyfrowym nie potrafi korzystać z nowoczesnych narzędzi informacyjnych, co utrudnia jej funkcjonowanie w dzisiejszym, zdominowanym przez technologie społeczeństwie.
Analfabetyzm cyfrowy jest przeciwieństwem alfabetyzmu cyfrowego.

## Analfabetyzm cyfrowy a analfabetyzm

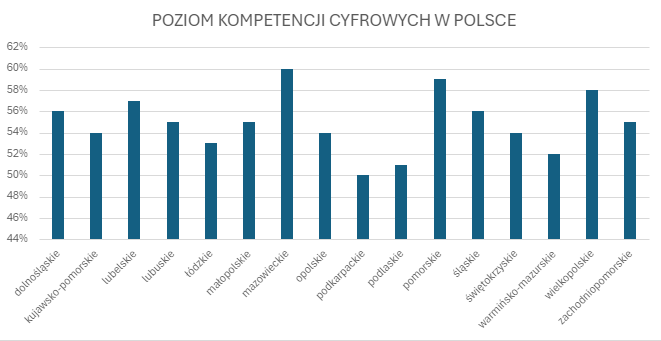
Poziom kompetencji cyfrowych dorosłych w Polsce w roku 2024. Opracowanie własne na podstawie danych z digitalpoland.

Główne różnice pomiędzy analfabetyzmem cyfrowym a analfabetyzmem są łatwo zauważalne, ponieważ terminy dotyczą dwóch odmiennych problemów społecznych. Analfabetyzm to brak podstawowych umiejętności czytania, pisania i wykonywania prostych działań matematycznych, ogranicza funkcjonowanie w tradycyjnych formach komunikacji i edukacji, uniemożliwia korzystanie z drukowanych źródeł wiedzy oraz podstawowych form pracy wymagających piśmienności. Analfabetyzm cyfrowy dotyczy nieumiejętności obsługi urządzeń komputerowych, internetu i innych technologii cyfrowych, a także zarządzania informacjami w środowisku cyfrowym, utrudnia funkcjonowanie w nowoczesnym społeczeństwie informacyjnym zdominowanym przez technologie, prowadzi do wykluczenia cyfrowego. 

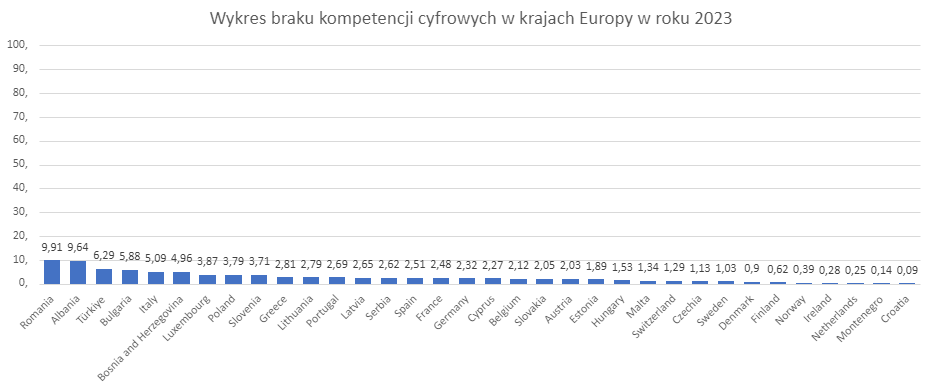
Wykres braku kompetencji cyfrowych w krajach Europy w roku 2023. Opracowanie własne na podstawie danych z Eurostat.

## Przyczyny
W większości krajów, w tym w Polsce, analfabetyzm cyfrowy najczęściej dotyka ludzi powyżej 50 roku życia, przyczynami tego są:
- Brak dostępu do technologii w przeszłości. Osoby powyżej 50 lat wychowały się w czasie, gdy komputery i Internet były niedostępne lub ograniczone.

- Brak edukacji cyfrowej w szkole. W okresie szkolnej edukacji tej grupy nie było możliwości uczenia się obsługi komputerów i korzystania z Internetu, co miało wpływ na ich późniejsze umiejętności cyfrowe

- Dystansowanie się od świata cyfrowego. Część osób powyżej 50 roku życia wykazuje postawę lekceważenia nowych technologii, nie dostrzega ich znaczenia w codziennym życiu.

- Brak motywacji do nauki nowych technologii. Wiele osób powyżej 50 roku życia nie dostrzega potrzeby korzystania z Internetu lub nie ma świadomości korzyści płynących z jego używania[6].

- Strach przed zagrożeniami w Internecie. Lęk przed niebezpieczeństwami związanymi z korzystaniem z Internetu oraz sprzętu cyfrowego[7][8].

## Skutki
- Ograniczony dostęp do informacji i usług: Osoby bez odpowiednich kompetencji cyfrowych mogą mieć trudności z efektywnym wyszukiwaniem, oceną i wykorzystaniem informacji, co ogranicza ich zdolność do nauki, rozwoju zawodowego i rozwiązywania problemów, poszukiwania informacji o towarach czy usługach (robi to tylko 45 proc. Polaków)[9],
- Brak umiejętności korzystania z e-bankowości: Wśród osób posiadających dostęp do banków internetowych, wiele nie potrafi skutecznie obsługiwać konta online, co zmusza ich do korzystania z tradycyjnych metod, takich jak przelewy w okienkach bankowych.
- Niskie cyfrowe kompetencje: Niewystarczające umiejętności w zakresie obsługi komputera i internetu ograniczają efektywne wykorzystanie tych narzędzi, co utrudnia zdobywanie informacji, rozwiązywanie problemów i pełne uczestnictwo w życiu cyfrowym.
- Brak cyfrowego bezpieczeństwa: Niski poziom edukacji w zakresie bezpieczeństwa online prowadzi do zagrożeń związanych z cyberprzestępczością, w tym oszustwami finansowymi i kradzieżą danych osobowych.
- Niezadowalający poziom edukacji cyfrowej: Młodsze pokolenie, mimo częstego korzystania z internetu, nie posiada wystarczających umiejętności skutecznego wyszukiwania informacji czy tworzenia treści w sieci, co wskazuje na niewystarczającą edukację medialną w zakresie technologii cyfrowych.
- Wykluczenie społeczne: Osoby niepotrafiące korzystać z nowych technologii, mimo dostępu do internetu, są wykluczone z wielu aspektów życia społecznego, zawodowego i edukacyjnego, co może pogłębiać ich marginalizację[10][11][8].

## Społeczne i rządowe przeciwdziałania

### Inicjatywy społeczne
- Fundacja Orange realizuje programy edukacyjne podnoszące kompetencje cyfrowe młodzieży, jak np. „Kompetencje Cyfrowe Młodzieży w Polsce”[10].
- Fundacja Nowoczesna Polska stworzyła „Katalog kompetencji medialnych i informacyjnych”, który łączy edukację medialną i informacyjną w ramach Europejskich Ram Kwalifikacji[12].
- Raporty i badania – instytucje takie jak OECD czy London School of Economics przeprowadzają badania, które pomagają zrozumieć skalę problemu oraz wypracować strategie edukacyjne[10].

### Inicjatywy rządowe
- Program „Latarnicy Polski Cyfrowej” – skierowany do osób starszych, mający na celu poprawę ich umiejętności cyfrowych.
- Zintegrowana Informatyzacja Państwa – działania zmierzające do lepszej dostępności usług cyfrowych, zainicjowane przez Ministerstwo Administracji i Cyfryzacji w 2013 r.[10]